# Nyctiphrynus
Nyctiphrynus – rodzaj ptaków z podrodziny lelków (Caprimulginae) w rodzinie lelkowatych (Caprimulgidae).

## Zasięg występowania
Rodzaj obejmuje gatunki występujące w Ameryce.

## Morfologia
Długość ciała 19,5–22 cm; masa ciała 21–52 g.

## Systematyka

### Etymologia
- Nyctiphrynus: gr. νυκτι- nukti- „nocny”, od νυξ nux, νυκτος nuktos „noc”; φρυνη phrunē, φρυνης phrunēs „ropucha”[8].
- Otophanes: gr. ους ous, ωτος ōtos „ucho”; -φανης -phanēs „wystawiać”, od φαινω phainō „pokazywać”[9]. Gatunek typowy: Otophanes mcleodii Brewster, 1888.
- Nyctagreus (Nyctiagrius): gr. νυξ nux, νυκτος nuktos „noc”; αγρευς agreus „łowca”, od αγρευω agreuō „polować”[10]. Gatunek typowy: Caprimulgus yucatanicus E. Hartert, 1895.
- Ptilonycterus: gr. πτιλον ptilon „pióro”; νυκτερις nukteris, νυκτεριδος nukteridos „nietoperz” (tj. latać nocą)[11]. Gatunek typowy: Caprimulgus ocellatus von Tschudi, 1844.

### Podział systematyczny
Do rodzaju należą następujące gatunki:
- Nyctiphrynus rosenbergi (E. Hartert, 1895) – lelkowiec kolumbijski
- Nyctiphrynus mcleodii (Brewster, 1888) – lelkowiec meksykański
- Nyctiphrynus yucatanicus (E. Hartert, 1892) – lelkowiec jukatański
- Nyctiphrynus ocellatus (von Tschudi, 1844) – lelkowiec oczkowany